# Aliança FC
Der Aliança Futebol Clube ist ein brasilianischer Fußballverein aus Goiânia im Bundesstaat Goiás.

## Geschichte
Der 1958 gegründete Verein schloss sich 1962 dem Landesverband FGF an und nahm mit einer Herrenmannschaft an der Staatsmeisterschaft von Goiás teil. 1985 stellte er seine Aktivitäten ein und kehrte erst anlässlich des Starts der Staatsmeisterschaft der Frauen 1990, nun auf den Frauenfußball ausgerichtet, in den Spielbetrieb zurück. 2013 war der Club einer der zwanzig Teilnehmer der ersten nationalen Meisterschaft der Frauen. 2023 gewann er seinen sechzehnten Staatsmeistertitel und ist damit Rekordhalter in Goiás. Der semiprofessionell geführte Club unterhielt in den Jahren 2020 und 2022–2023 eine Partnerschaft mit dem Goiás EC, die allerdings nur dazu diente, um diesen eine Voraussetzung zur Teilnahme seines Herrenteams an der Série A zu ermöglichen.

## Erfolge
Frauen:
| Staatsmeisterschaft von Goiás | (16×): | 1994, 1995, 1996, 1998, 1999, 2000, 2004, 2006, 2008, 2009, 2010, 2014, 2015, 2018, 2022, 2023 |